# Massimo Ornatelli
Massimo Ornatelli (Dortmund, 1986. január 17. –) olasz származású német labdarúgó, a Borussia Dortmund II középpályása.